# L'uomo che ama
Pour plus de détails, voir Fiche technique et Distribution.
L'uomo che ama est un film dramatique italien de Maria Sole Tognazzi présenté au festival du film de Rome 2008.
Le film, dont le tournage a débuté en février 2008 entre le lac d'Orta et Turin, raconte la vie de Roberto, un pharmacien de 40 ans qui se débat avec son travail, sa famille et les femmes. Le film traite de l'amour vécu du point de vue masculin. 

## Synopsis
Roberto est un pharmacien tranquille et charmant d'une quarantaine d'années et apprécié par son propriétaire. Il rencontre la directrice adjointe d'un hôtel où il se présente pour assister à un séminaire pharmaceutique. Il a alors le coup de foudre pour la Milanaise qui est en voyage d'affaires. Sara, en revanche, est une femme belle et autonome, qui se consacre à sa carrière, vit ses histoires d'amour avec détachement et est habituée à des situations moins stables. Roberto a l'intention de l'épouser mais elle lui dit ouvertement qu'elle ne l'aime pas et ils se séparent. Roberto se confie à son proche ami homosexuel, qui fait tout pour l'aider et l'héberge même pour une nuit chez lui alors qu'il est avec son partenaire. Le propriétaire de sa pharmacie remarque également la grise mine de Roberto et lui donne des somnifères.
Après quelques jours, Roberto trouve le courage de se présenter une nouvelle fois à l'hôtel de Sara. Elle lui reconfirme qu'elle ne l'aime pas et elle semble inflexible devant le désespoir de Roberto ; elle lui annonce également qu'elle quittera la ville pour retourner à Milan. Roberto l'espionne alors et l'intercepte dans la rue, mais elle lui intime l'ordre de la laisser tranquille sous peine d'appeler la police. L'histoire d'amour se termine et Roberto tombe dans un profond état de dépression. Son médecin, ayant vu les tests cliniques, l'invite à consulter un thérapeute. Roberto est alors approché par Alba, une belle femme qui l'aime sincèrement ; elle est chargée de monter des expositions d'art pour une fondation : c'est une belle femme pratique, terre à terre, accomplie dans son travail, qui sait aimer sans crainte. Malheureusement, leur relation prend fin sur l'initiative de Roberto qui lui dit ouvertement qu'il ne l'aime pas. Elle croit d'abord que c'est parce qu'elle n'a pas pu lui donner d'enfant. Mais en fait la vraie raison, de l'aveu même de Roberto, c'est qu'il est devenu incapable d'aimer parce qu'il est encore emprisonné par les souvenirs des moments passés avec Sara. 

## Fiche technique
- Titre original italien : L'uomo che ama[1]
- Réalisateur : Maria Sole Tognazzi
- Scénario : Maria Sole Tognazzi, Ivan Cotroneo
- Photographie : Arnaldo Catinari
- Montage : Walter Fasano
- Musique : Carmen Consoli
- Décors : Tonino Zera (it)
- Costumes : Antonella Cannarozzi
- Production : 	Donatella Botti
- Sociétés de production : Bianca Film, Medusa Film
- Pays de production :  Italie
- Langue originale : italien
- Format : Couleur - 2,35:1 - Son Dolby Digital - 35 mm
- Durée : 102 minutes
- Genre : Drame passionnel
- Dates de sortie :
  - Italie : 22 octobre 2008 (Festival du film de Rome) ; 24 octobre 2008 (sortie nationale)

## Distribution
- Pierfrancesco Favino : Roberto
- Ksenia Rappoport : Sara
- Monica Bellucci : Alba
- Marisa Paredes : Médecin de terrain
- Michele Alhaique : Carlo
- Glen Blackhall : Juri
- Arnaldo Ninchi : Vittorio
- Piera Degli Esposti : Giulia